# Fluoxymestérone
La fluoxymestérone, est un médicament utilisé comme androgène.

## Usage médical
Est un médicament utilisé pour traiter le faible taux de testostérone chez les hommes, le retard de la puberté chez les garçons et le cancer du sein chez les femmes. Elle est prend par voie orale
.

## Effets secondaires
Les effets secondaires les plus courants chez les femmes sont l'acné, la croissance accrue des cheveux, les changements de voix et l'agressivité accrue, tandis que les effets secondaires courants chez les hommes comprennent l'élargissement des seins et l'augmentation des érections,;  d'autres effets secondaires peuvent inclure des lésions hépatiques, une insuffisance cardiaque, une hypercalcémie et un priapisme. L'utilisation pendant la grossesse peut nuire au fœtus. C'est un androgène fabriqué et un stéroïde anabolisant.

## Histoire
La fluoxymestérone a été approuvée pour un usage médical aux États-Unis en 1956. Aux États-Unis, 100 comprimés de 10 mg coûtent environ 415 dollars américains en 2021. Il a également été utilisé pour améliorer le physique et les performances. Le médicament est une substance contrôlée dans de nombreux pays, de sorte que l'utilisation non médicale est généralement illicite,,.